# أنجيلا راينر
أنجيلا راينر (28 مارس 1980-) هي سياسية بريطانية، تشغل منصب نائب رئيس وزراء المملكة المتحدة ووزيرة الدولة للإسكان والمجتمعات والحكم المحلي منذ يوليو 2024. كما تشغل منصب نائب زعيم حزب العمال منذ عام 2020، وتمثل دائرة أشتون-أندر-لاين في البرلمان منذ عام 2015. تُعرّف راينر نفسها أيديولوجيًا كاشتراكية وتنتمي إلى جناح اليسار المعتدل داخل حزب العمال.  
وُلدت راينر ونشأت في ستوك بورت، حيث التحقت بمدرسة أفونديل الشاملة. تركت المدرسة في سن 16 أثناء حملها، دون الحصول على أي مؤهلات أكاديمية. لاحقًا، تدربت في مجال الرعاية الاجتماعية في كلية ستوكبورت، ثم عملت كعاملة رعاية في المجلس المحلي. خلال تلك الفترة، أصبحت ممثلة نقابية في يونيسون وانضمت إلى حزب العمال، مما مهد طريقها نحو السياسة.  
في عام 2014، تم اختيارها كمرشحة عن حزب العمال لمقعد أشتون-أندر-لاين، وفازت به في الانتخابات العامة لعام 2015. شغلت عدة مناصب وزارية في حكومة الظل تحت قيادة جيريمي كوربين بين عامي 2016 و2020، قبل أن تفوز بمنصب نائب زعيم حزب العمال عام 2020، لتواصل بعدها دورها في حكومة الظل بقيادة كير ستارمر.  
مع فوز حزب العمال في الانتخابات العامة لعام 2024، انضمت راينر إلى الحكومة، حيث عينها ستارمر نائبة لرئيس الوزراء ووزيرة للإسكان والمجتمعات والحكم المحلي. نظرًا لشعبيتها القوية داخل الحزب وإمكاناتها القيادية، صُنّفت راينر في المرتبة الثامنة بين أقوى الشخصيات في السياسة اليسارية البريطانية لعام 2023 وفقًا لمجلة نيو ستيتسمان. كما حصلت على جائزة سياسية العام من مجلة سبكتيتور في حفل توزيع جوائز برلماني العام لعام 2024.